# Društvo poslancev 90
Društvo poslancev 90 (DP 90) je interesno združenje slovenskih poslancev, ustanovljeno 8. oktobra 2008. Sedež ima v Ljubljani.
Vanj se lahko včlanijo trenutni in bivši poslanci Državnega zbora RS, delegati Skupščine Republike Slovenije (1990–1992), kakor tudi trenutni in bivši poslanci evropskega parlamenta.
Društvu poslancev 90 se z Odločbo MJU, št.: 093-64/2020/10 z dne, 9.3. 2021, podeli status nevladne organizacije v javnem interesu na področju razvoja širjenja, utrjevanja in krepitve vrednot parlamentarizma in demokracije
Njegov predsednik je Marjan Podobnik.
Spletna stran DP90

## Vir
- http://www.poslanci90.si/. dostopano 18. decembra 2020.
- DRUŠTVO POSLANCEV 90. bizi.si. dostopano 18. decembra 2020.